# Финал Кубка Украины по футболу 2014
Финал Кубка Украины по футболу 2014 — финальный матч двадцатого третьего розыгрыша Кубка Украины по футболу, который состоялся 15 мая 2014 года на стадионе «Ворскла» в Полтаве. В матче встретились донецкий «Шахтёр» и киевское «Динамо». Победу одержали киевляне со счётом 2:1, заработав, таким образом, десятый, в своей истории Кубок Украины. Голы забивали Александр Кучер (40-я минута, автогол) и Домагой Вида (43-я минута). За Шахтёр отличился Дуглас Коста (57-я минута)

## История взаимоотношений
На момент проведения матча, в розыгрышах Кубка Украины «Динамо» и «Шахтёр» между собой встречались десять раз: шесть раз — в финальных матчах и по одному разу на стадиях 1/2, 1/4, 1/8 и 1/16 финала. В этих противостояниях 7 раз побеждали «горняки», три — «динамовцы». По разнице забитых и пропущенных голов преимущество также на стороне «Шахтёра» — 19:10
Лучшим бомбардиром, в этих противостояниях, является игрок «Шахтёра» Эдуардо да Силва (3 гола). Всего в очных поединках отличались девять игроков «Динамо» и двенадцать игроков «Шахтёра».
До этого обе команды выигрывали кубок Украины по 9 раз. Самый популярный «кубковый» счёт в матчах этих команд — 2:0 (три победы «Шахтёра» в сезонах 2007-2008, 2009-2010 и 2010-2011). Шесть игр заканчивались с минимальным преимуществом одной из команд (3 раза — «Динамо», 3 — «Шахтёр»), три игры закончились с разницей в два мяча (во всех играх победил «Шахтёр») и одна игра закончилась победой «Шахтёра» с разницей в 3 мяча. Один раз победитель определился в дополнительное время (Финал Кубка Украины 2002, победа «Шахтёра» 3:2)

## Путь к финалу
Оба клуба начали выступления с 1/16 финала, как участники Высшей Лиги чемпионата Украины
| Динамо           | Динамо        | Динамо         | Раунд         | Шахтёр           | Шахтёр         | Шахтёр               |
| ---------------- | ------------- | -------------- | ------------- | ---------------- | -------------- | -------------------- |
| Дата             | Соперник      | Результат      |               | Дата             | Соперник       | Результат            |
| 25 сентября 2013 | «Металлург» Д | 3-2 (дома)     | 1/16 финала   | 25 сентября 2013 | «Мариуполь»    | 0-3 (в гостях)       |
| 30 октября 2013  | «Шахтёр» С    | 0-4 (в гостях) | 1/8 финала    | 29 октября 2013  | МФК «Николаев» | 0-3 (в гостях)       |
| 26 марта 2014    | «Металлист»   | 2-3 (в гостях) | Четвертьфинал | 26 марта 2014    | «Десна»        | 0-2 (в гостях)       |
| 7 мая 2014       | «Черноморец»  | 4-0 (дома)     | Полуфинал     | 7 мая 2014       | «Славутич»     | 0-3 (д.в.)(в гостях) |

## Место и условия проведения
Финальный матч должен был проводится в Харькове, на ОСК «Металлист», однако, в связи с нестабильной политической обстановкой в восточной Украине, место проведения было решено изменить. 8 мая Исполком ФФУ принял решение провести ряд матчей, среди которых и финал кубка, при пустых трибунах. 13 мая ФФУ постановила провести матч в Полтаве, на стадионе «Ворскла». 14 мая «ультрас» киевского «Динамо» провели акцию протеста под зданием ФФУ, с требованием провести матч во Львове и со зрителями, после чего, спустя несколько часов, заместитель председателя ФФУ, Анатолий Попов, сообщил, что финал состоится всё-таки в Полтаве, но со зрителями

## Отчёт о матче
| «Динамо»                    | 2 – 1    | «Шахтёр»  |
| --------------------------- | -------- | --------- |
| Кучер 40′ (авт.) · Вида 43′ | Протокол | 57′ Коста |

| «Динамо» · Киев | «Шахтёр» · Донецк |

| Динамо:        |    |                       |           |
|                |    |                       |           |
| ВР             | 1  | Александр Шовковский  |           |
| ЗЩ             | 24 | Домагой Вида          | 43′       |
| ЗЩ             | 2  | Данило Силва          |           |
| ЗЩ             | 6  | Александар Драгович   | 90+4'     |
| ПЗ             | 4  | Мигел Велозу          |           |
| ПЗ             | 27 | Евгений Макаренко     |           |
| ПЗ             | 18 | Денис Гармаш          | 89'       |
| ПЗ             | 10 | Андрей Ярмоленко      | 70' 90+4' |
| ПЗ             | 90 | Юнес Беланда          | 85'       |
| ПЗ             | 7  | Джермейн Ленс         | 71'       |
| НП             | 85 | Дьёмерси Мбокани      | 45+3'     |
| Запасные:      |    |                       |           |
| ВР             | 23 | Александр Рыбка       |           |
| ЗЩ             | 3  | Евгений Селин         |           |
| ПЗ             | 5  | Огнен Вукоевич        | 71' 90+1' |
| ПЗ             | 9  | Роман Безус           |           |
| НП             | 11 | Браун Идейе           |           |
| ПЗ             | 16 | Сергей Сидорчук       | 85'       |
| ПЗ             | 45 | Владислав Калитвинцев | 89'       |
| И. О. тренера: |    |                       |           |
| Сергей Ребров  |    |                       |           |

| Шахтёр:       |    |                    |            |
|               |    |                    |            |
| ВР            | 30 | Андрей Пятов       |            |
| ЗЩ            | 33 | Дарио Срна         | 45' 79'    |
| ЗЩ            | 5  | Александр Кучер    | 40′ (авт.) |
| ЗЩ            | 44 | Ярослав Ракицкий   | 31' 90+4'  |
| ЗЩ            | 13 | Вячеслав Шевчук    |            |
| ПЗ            | 6  | Тарас Степаненко   |            |
| ПЗ            | 8  | Фред               | 90+4'      |
| ПЗ            | 20 | Дуглас Коста       | 57′        |
| ПЗ            | 29 | Алекс Тейшейра     |            |
| ПЗ            | 10 | Бернард            | 69'        |
| НП            | 9  | Луис Адриано       | 90+2'      |
| Запасные:     |    |                    |            |
| ВР            | 32 | Антон Каниболоцкий |            |
| ЗЩ            | 38 | Сергей Кривцов     | 79'        |
| ПЗ            | 3  | Томаш Хюбшман      |            |
| ПЗ            | 17 | Фернандо           |            |
| ПЗ            | 89 | Дентиньо           |            |
| ЗЩ            | 31 | Исмаили            |            |
| НП            | 11 | Эдуардо            | 69'        |
| Тренер:       |    |                    |            |
| Мирча Луческу |    |                    |            |

| Судейская бригада - Ассистенты: - Сергей Беккер (Харьков) - Семён Шпончак (Черкассы) - Дополнительные ассистенты: - Юрий Мосейчук (Черновцы) - Константин Труханов (Харьков) - Четвёртый: Анатолий Абдула (Харьков) - Инспектор матча: Василий Мельничук (Симферополь) - Делегат ФФУ: Михаил Прозоровский (Винница) | Регламент матча - 90 минут основного времени - 30 минут дополнительного времени, если по истечении основного времени счёт равный - Пенальти, если по истечении основного и дополнительного времени счёт равный - Семь игроков на замене. - Максимум 3 замены - Одновременно на поле не более 7 легионеров в каждой команде |

| Обладатель Кубка Украины 2013/14 |
| -------------------------------- |
| «Динамо» (Киев) 10-й титул       |

## Статистика

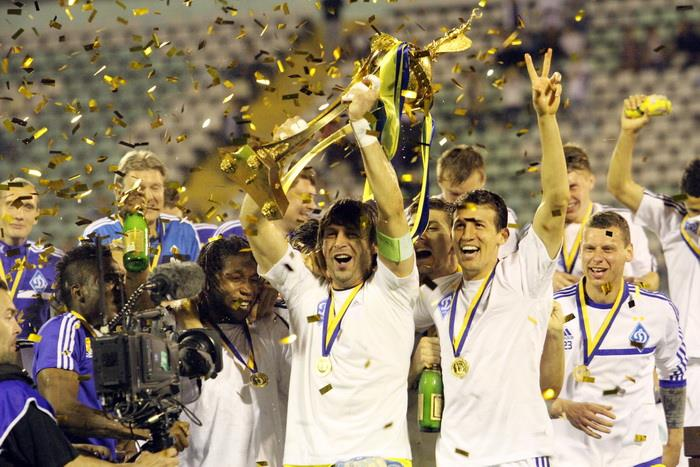
Игроки «Динамо» с кубком

| «Динамо» | Показатель          | «Шахтёр» |
| -------- | ------------------- | -------- |
| 2        | Голы                | 1        |
| 14       | Удары по воротам    | 3        |
| 7        | Удары в створ ворот | 3        |
| 5        | Угловые             | 6        |
| 1        | Офсайды             | 1        |
| 5        | Жёлтые карточки     | 5        |
| 1        | Красные карточки    | 1        |

## Интересные факты
- В концовке матча произошла потасовка между игроками, привычная для противостояния этих клубов, в результате чего Ярослав Ракицкий и Андрей Ярмоленко получили красные карточки. Всего в матче было показано 10 жёлтых карточек и 2 красных.
- Сергей Ребров стал первым, кто выигрывал Кубок Украины как игрок и как тренер.
- Победой в этом матче «Динамо» прервало сразу несколько серий: 7 лет без Кубка Украины, 5 лет без трофеев и 3 года без побед над «Шахтёром»
- Матч стал наименее посещаемым финалом Кубка Украины с 1994 года